# سسک عینکی
سسک عینکی (نام علمی: Sylvia conspicillata) نام یک گونه از سرده سسک‌های نمادین است.